# Saint Francois megye
Saint Francois megye az Amerikai Egyesült Államokban, azon belül Missouri államban található. Megyeszékhelye és legnagyobb városa Farmington. Lakosainak száma 66 922 fő (2020. április 1.). Saint Francois megye Jefferson, Iron, Madison, Ste. Genevieve, Perry és Washington megyékkel határos.

## Népesség
A megye népességének változása:
| Lakosok száma | 65 504 | 65 572 | 65 856 | 66 215 | 66 520 | 66 922 |
|               | 2010   | 2011   | 2012   | 2013   | 2015   | 2020   |